# Râul Cerna, Dunăre

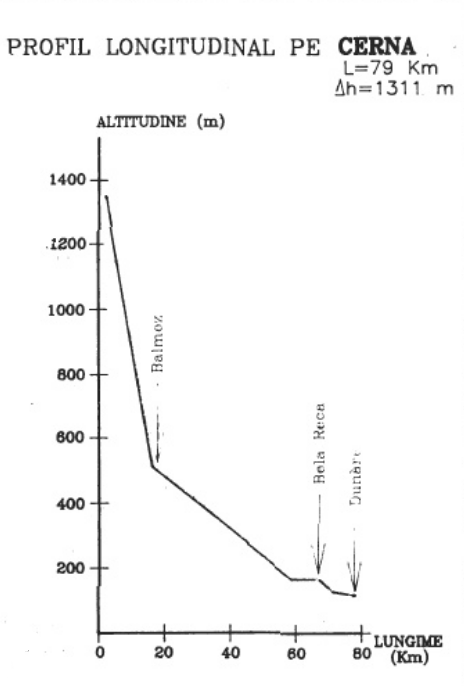
Profil longitudinal Raul Cerna cod-VI.2 - conform Atlasului Cadastrului Apleor din Romania - 1992

Cerna este un râu din România, care izvorăște din Munții Godeanu. Bazinul râului Cerna este administrat de ABA Banat - Apele Romane. Bazinul hidrografic al râului Cerna deține 42 de corpuri de apă cadastrate cu o lungime totală de 524km. Cerna își desfășoară cea mai mare parte a cursului între grupele montane ale Munților Cernei-Gugu și Vâlcan-Mehedinți. 
Densitatea râurilor în bazinul Cerna este de 0,39 km râuri / km2, o densitate mai mare față de media națională de 0,33 km râuri / km2 . 
Râul Cerna străbate 3 județe: Gorj, Caraș-Severin și Mehedinți, învecinându-se cu bazinele hidrografice de ordin 1: Timiș, Jiu și Nera. Izvorăște în și străbate întreg Parcul Natural Domogled - Valea Cernei. 
Fondul forestier ocupă 756 km2 (55,6% din suprafața bazinului hidrografic și 1,2% din totalul fondului forestier al țării), în anul 1992.
Pe râul Cerna la intersecția cu râul Valea lui Iovan se află construit barajul Valea lui Iovan-Cerna. Acumularea Cerna are un volum maxim de 124 milioane m3, cota de retenție NNR la 693 m.d.m., o suprafață de 292 Ha și adună apa dintr-un bazin hidrografic ce însumează 131 km2. Acumularea volumului de apă se realizează prin captarea naturală a râului Cerna și Iovan dar și prin lucrările complexe de captare a principalelor pâraie din zonă (Craiova, Olanul, Stîrminos, Balmez, (pe partea de vest) printr-o aducțiune secundară lungă de aproximativ 11km. Captările Alunul și Motru (pe partea de est) prin intermediul aducțiunii principale Cerna-Motru, în lungime de 5930m, ce străbate traseul pe sub pământ până la turbinele CHE Motru. Prin aceste captări secundare, aportul de debit este crescut cu 4,2 mc/s față de debitul natural al Cernei de doar 5,8 mc/s.  
Rolul principal al barajului este acela de a crește debitul și productivitatea energetică în sistemul energetic Cerna-Motru-Tismana. Apa din lac este transportată prin intermediul aducțiunii principale, la un debit instalat de 36 mc/s, pentru a realiza în CHE Motru, prin intermediul a 2 turbine Francis cu Pi=25MW și o cădere de 200m, o producție energetică anuală medie de 130 GWh.
| Debitul mediu multianual râul Cerna | Debitul mediu multianual râul Cerna |
| ----------------------------------- | ----------------------------------- |
| amonte baraj Valea lui Iovan        | 5,8 mc/s                            |
| Baraj Valea lui Iovan               | 10,0 mc/s                           |
| Herculane                           | 12,1 mc/s                           |
| Pecinisca                           | 14,1 mc/s                           |
| Toplet                              | 21,4 mc/s                           |

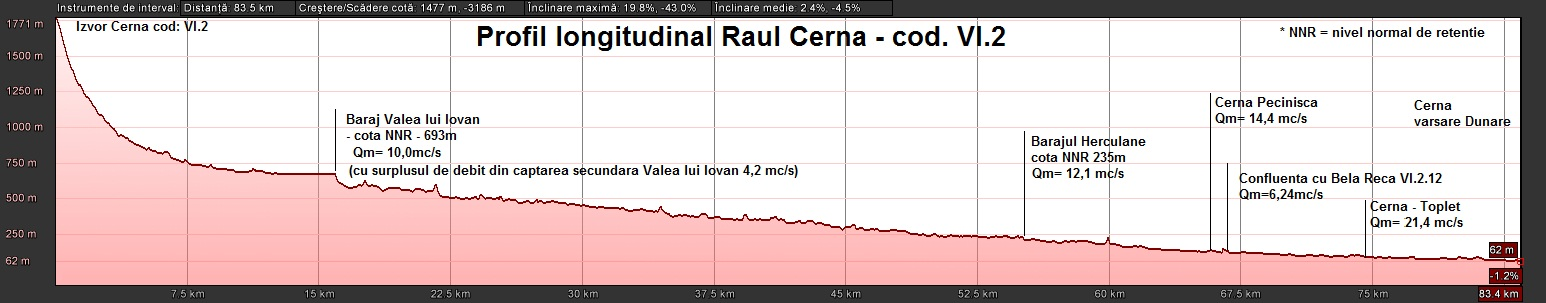
Secțiune longitudinală a râului Cerna cod: VI.2

Al doilea obstacol major ce stăvilește apele râului Cerna este barajul Herculane, la 7 km amonte de Băile Herculane cu un volum de 15,8 milioane m3, cota de retenție NNR 235 m.d.m. și o suprafață de 75,2 Ha.   
Barajul este construit din beton în formă de arc (ca la Vidraru) iar volumul acumulării este asigurat prin debitul de pe diferența de bazin Cerna - Valea lui Iovan și cel deviat din acumularea Cornereva. 
Barajului Cornereva se află pe principalul afluent al Cernei, Bela Reca (cod:VI.2.12) (cu un debit la vărsare de 6,24 mc/s) la aproximativ 5 km în amonte de com. Cornereva. Barajul ar trebui construit din umpluturi zonale, deoarece substratul permite astfel de construcție, ar trebui să ajungp la 60m înălțime, lungimea la creastă de 220 m, iar cota coronamentului la 503 m.d.m. Aducțiunea principală, de transport al apelor, către CHE Herculane 3 și apoi în Barajul Herculane ar trebui realizată printr-o conductă cu diametrul de 2,8m la un debit instalat de 12mc/s și va aduce un aport suplimentar de 57 GWh/an direct în centrală dar va crește și producția cu 12 Gwh/an din CHE Herculane 1+2 prin mărirea volumului apei din lac.
La final de drum, Cerna se varsă la Orșova în Dunăre printr-un golf de mari dimensiuni, urmare a pătrunderii Dunării în gura de vărsare a râului Cerna odată cu finalizarea barajului Porțile de Fier I ce a dus la creșterea nivelului apei. NNR Porțile de Fier I este de 69,5 m.d.m. dar datorită fluctuațiilor foarte mari, cauzate de sezonalitate, nivelul poate să scadă destul de mult în perioadele secetoase.
1. ↑  „ABA Banat”.
2. ↑  Aquaproiect S.A. (1992). Atlasul Cadastrului Apelor din Romania. Ministerul Mediului. p. 223.
3. ↑  „Barajul si CHE Herculane”. Arhivat din original la 11 decembrie 2017.
4. ↑  „Barajul Cornereva si MHC Belareca”. Arhivat din original la 11 decembrie 2017.

## Imagini

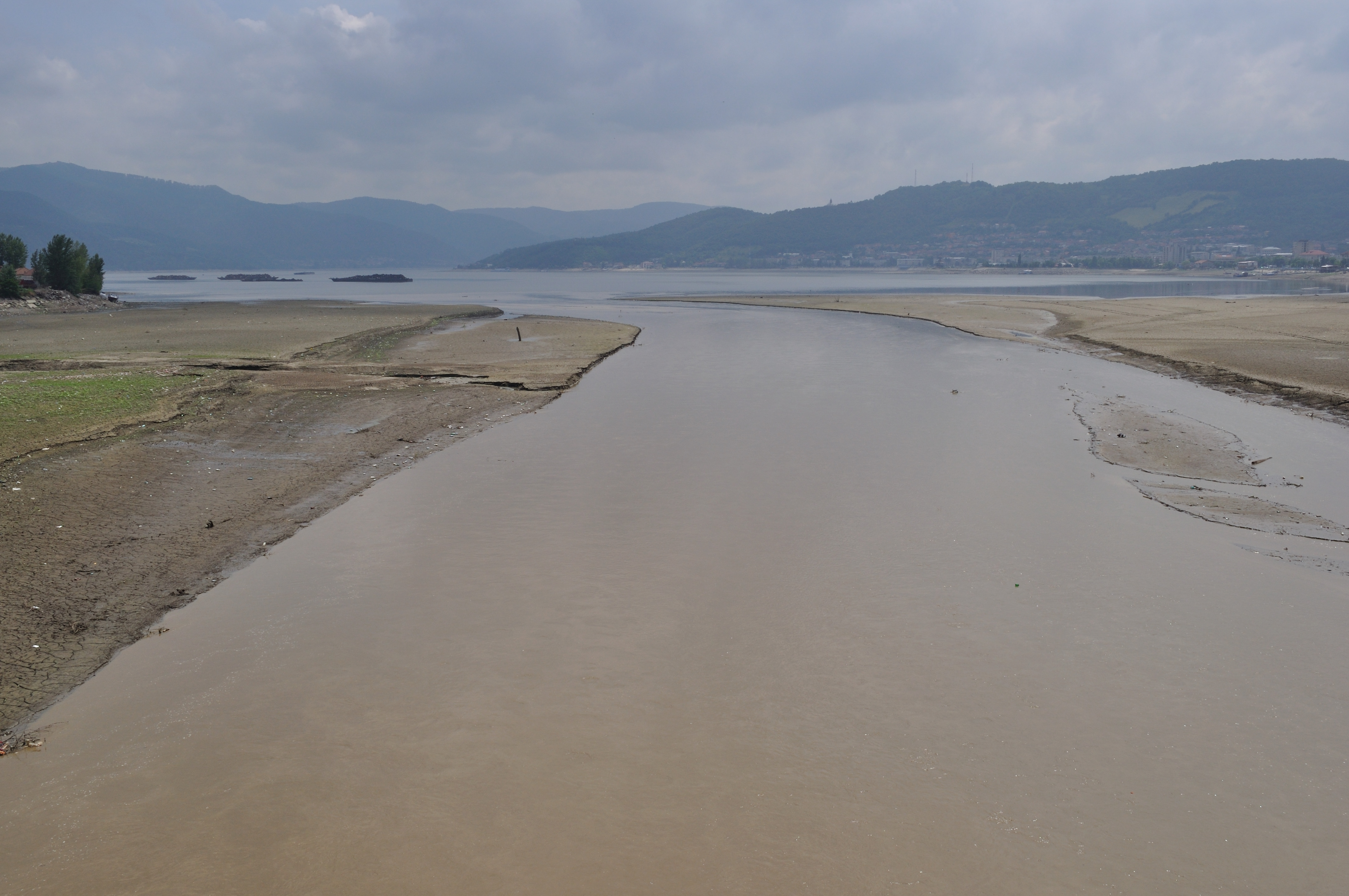
Cerna la vărsarea în Dunăre
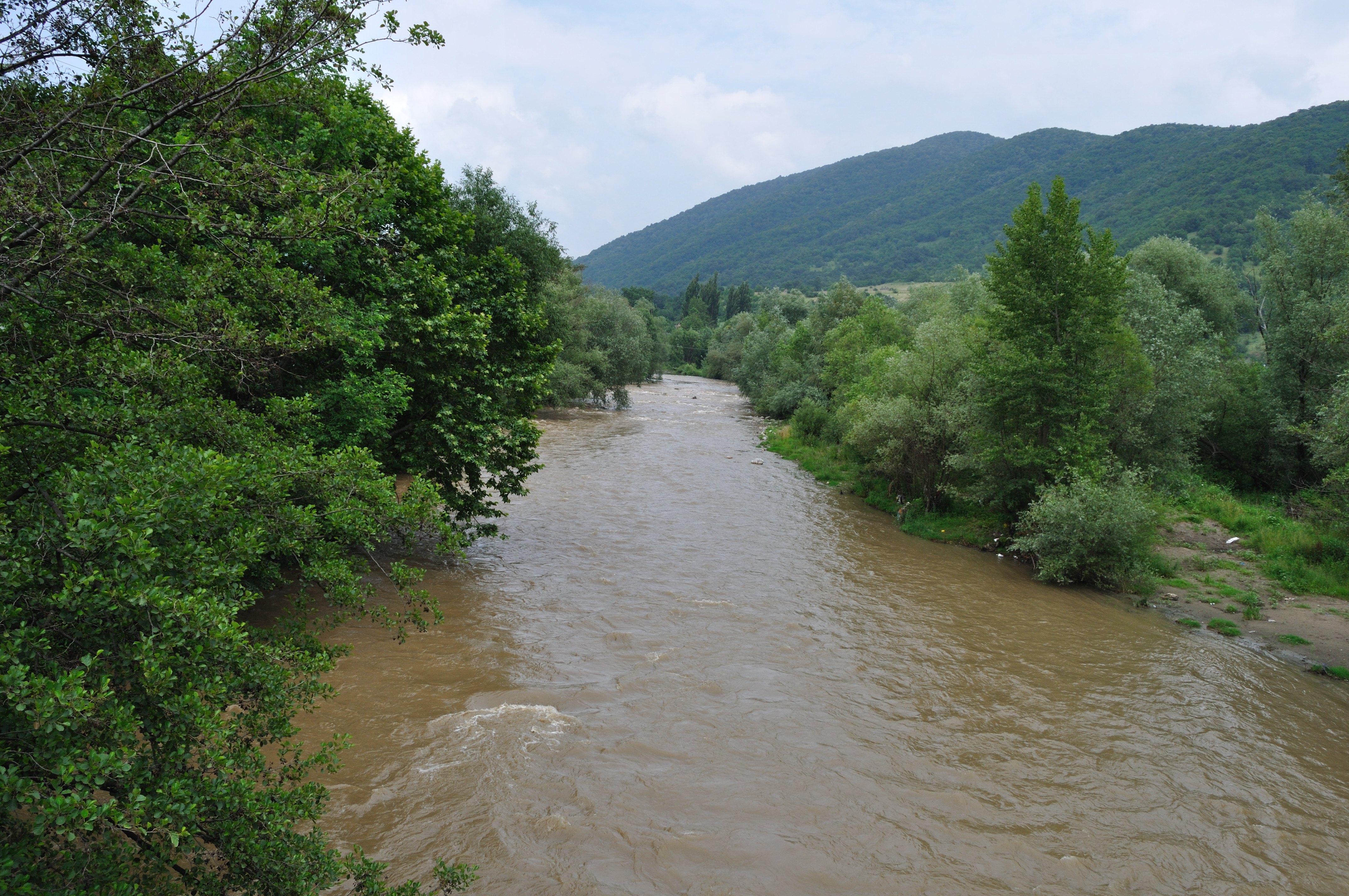
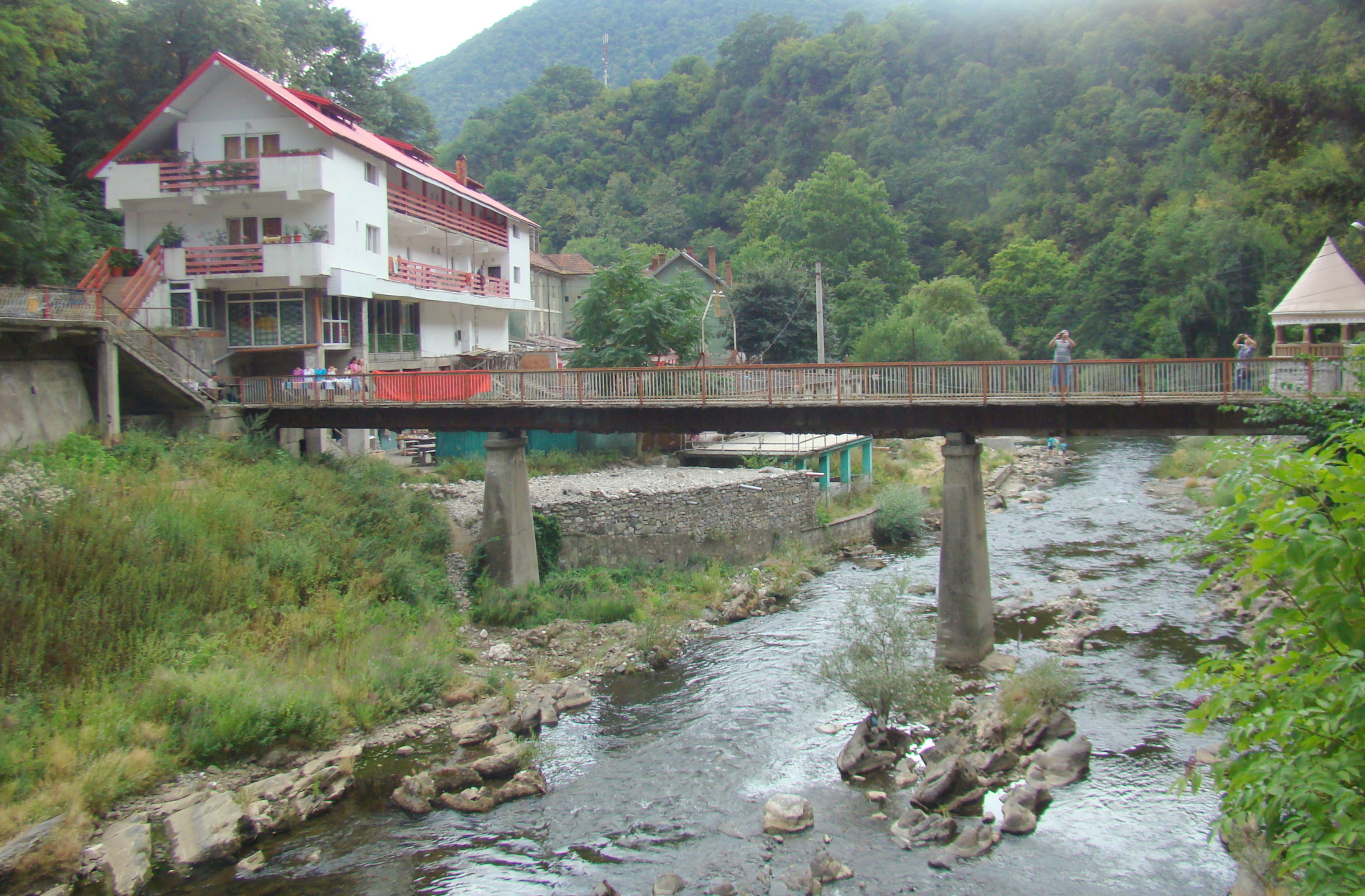
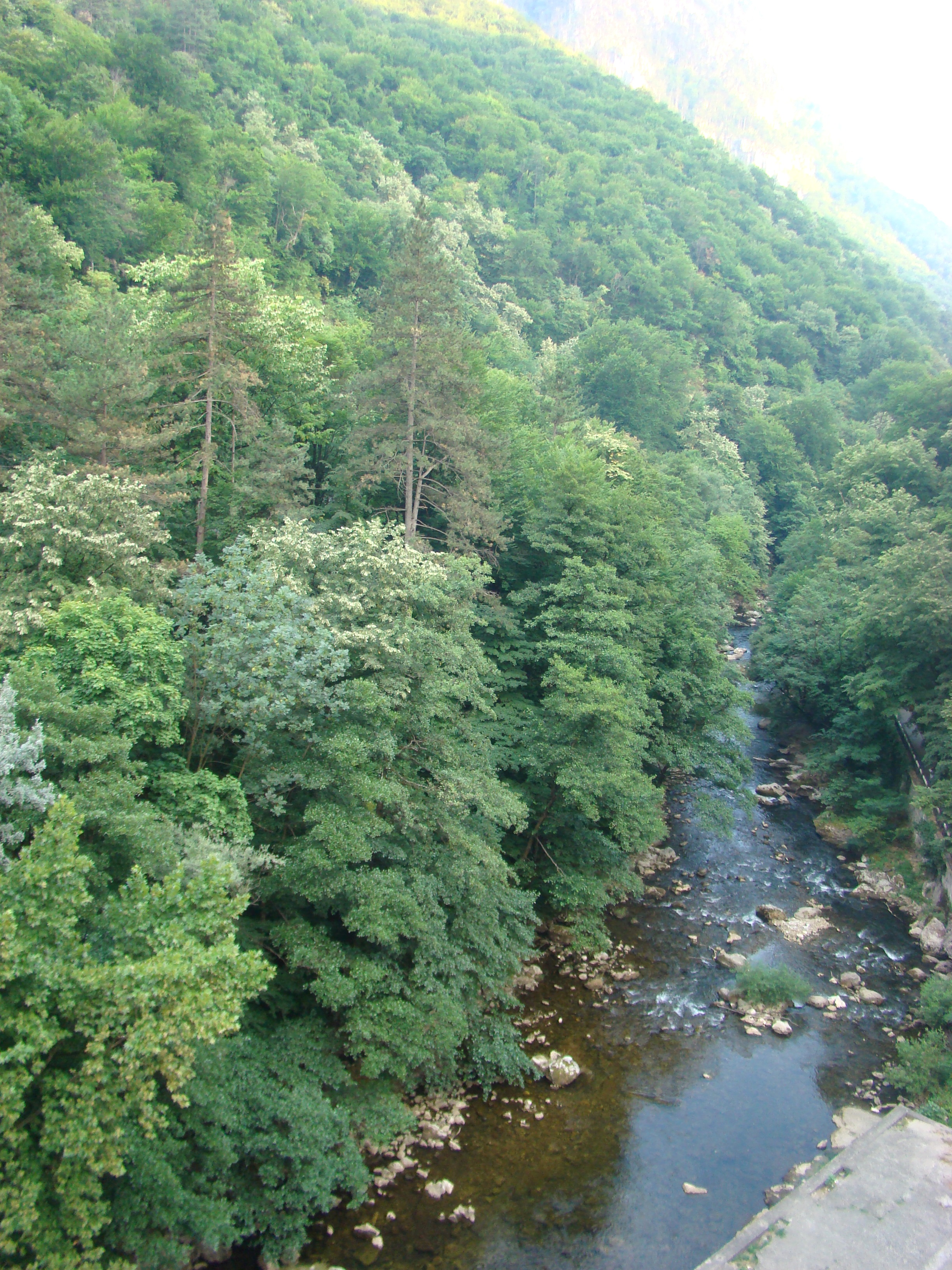
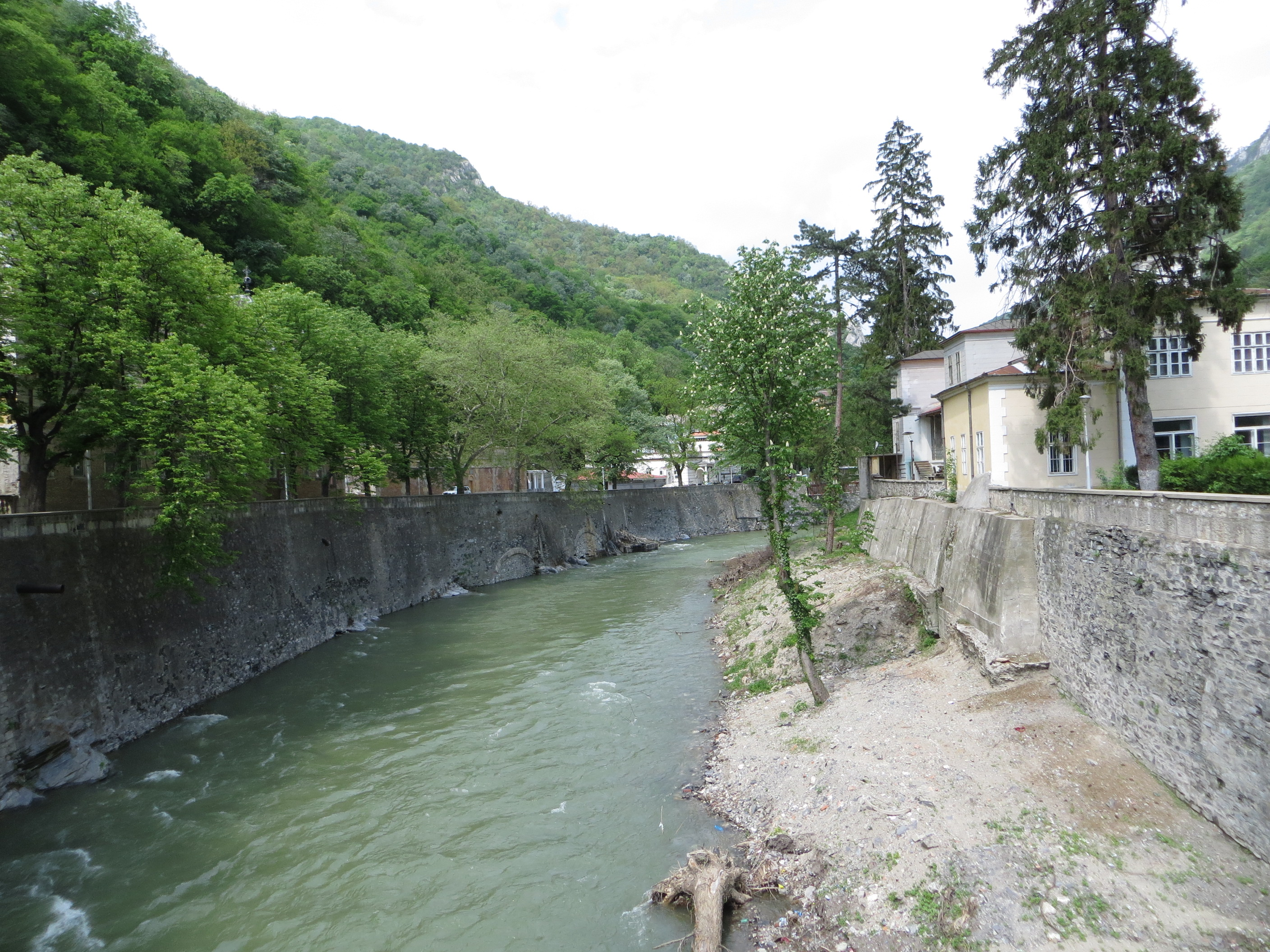
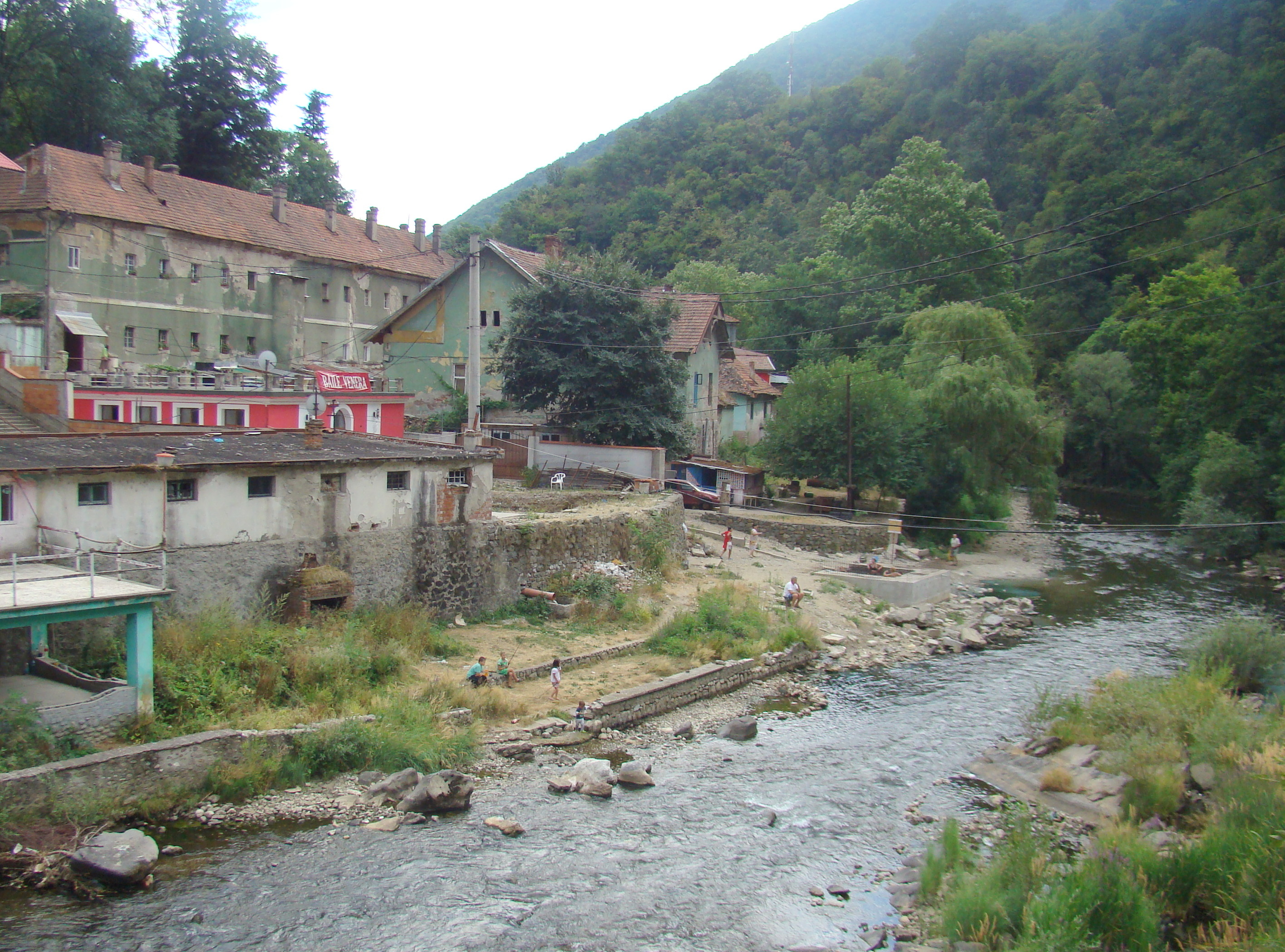
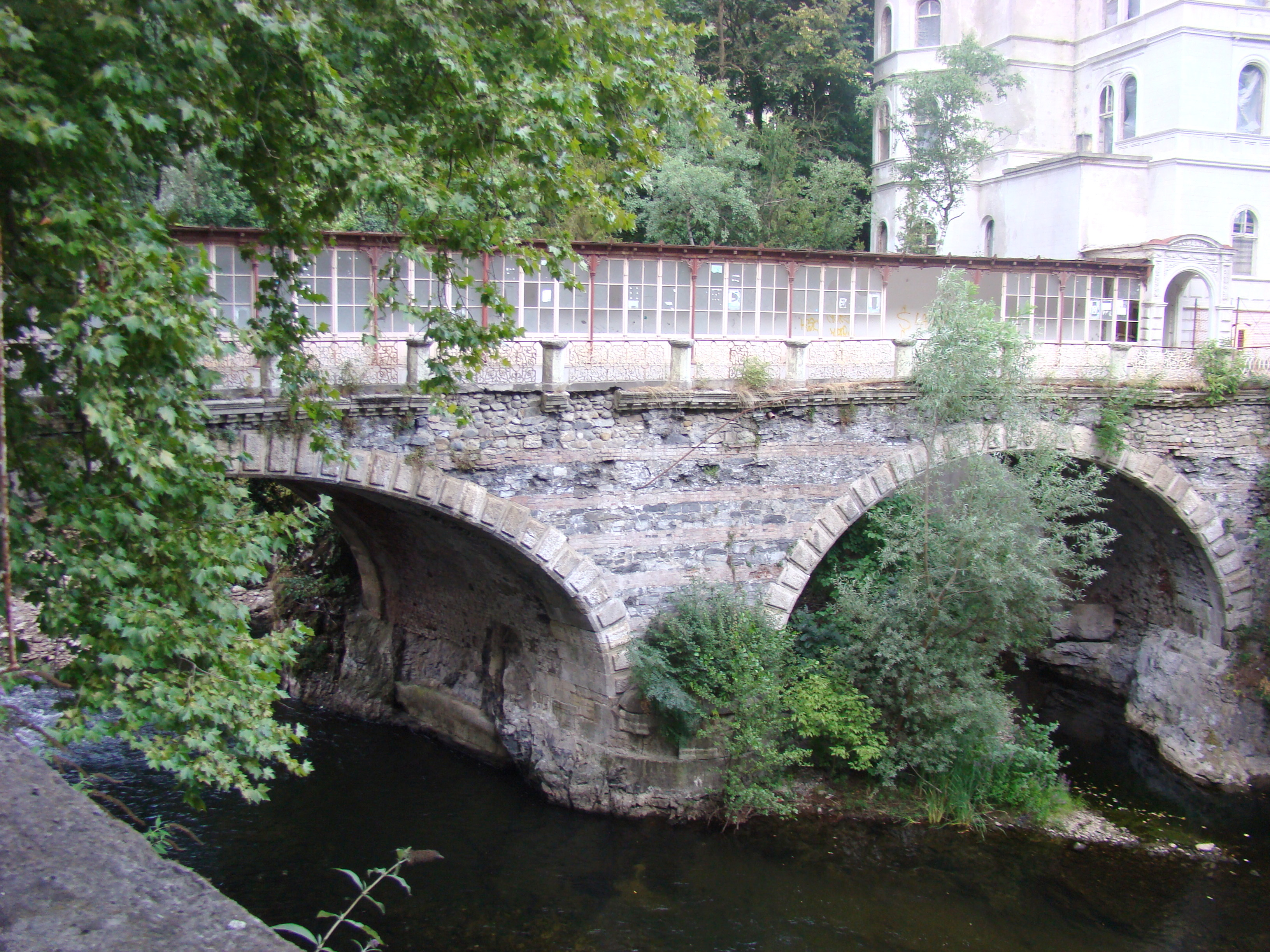
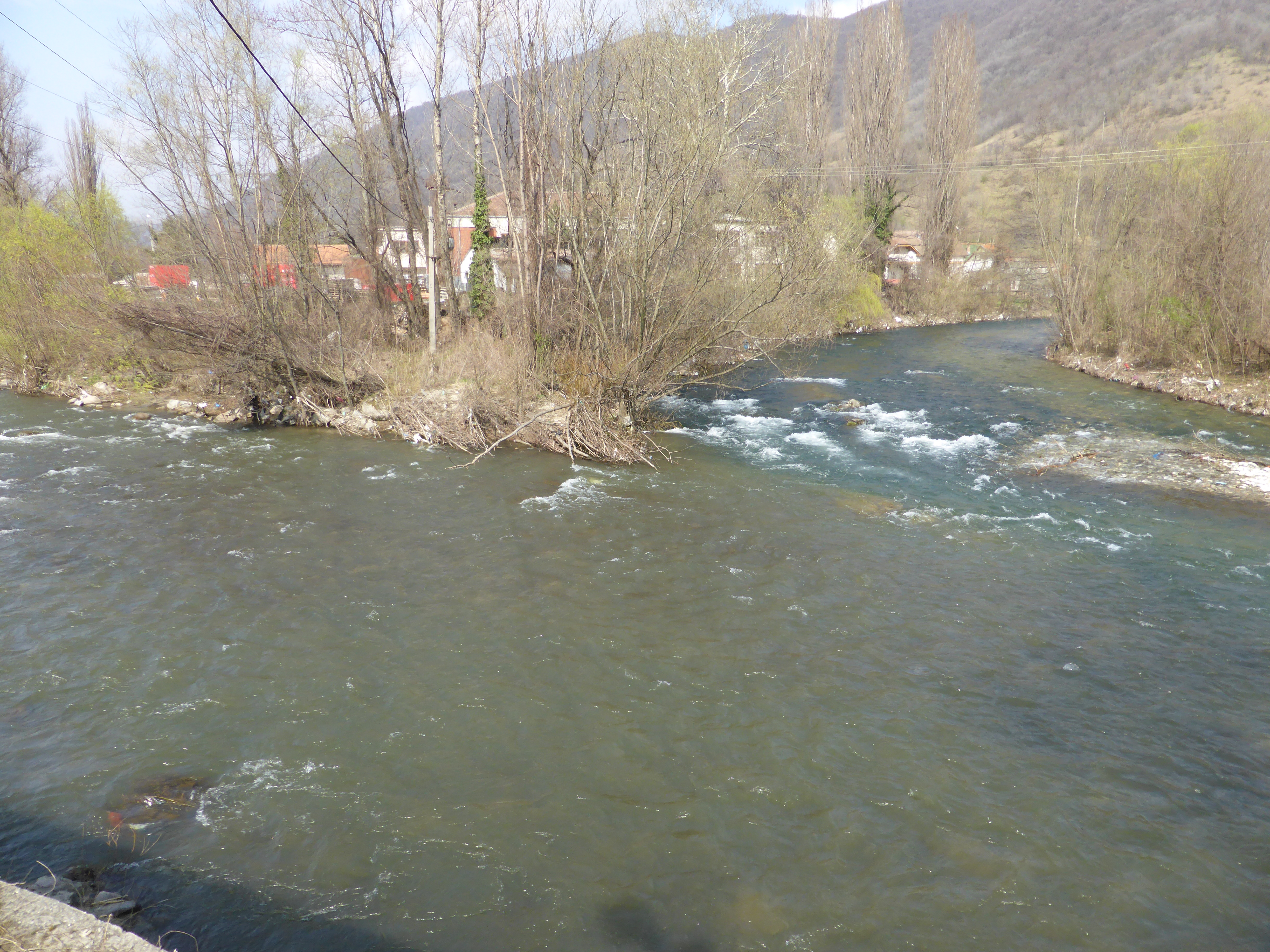